# Montagu (Afrique du Sud)
Pour les articles homonymes, voir Montagu (homonymie).
Montagu est une ville et une station thermale d'Afrique du Sud, située dans la province du Cap-Occidental, à 180 km de la ville du Cap par la route 62. Elle porte le nom de John Montagu, ancien secrétaire colonial britannique de la colonie du Cap. 
D'abord connu sous la désignation de Agter Cogman’s Kloof, Montagu est aujourd’hui une petite ville touristique appréciée pour ses sources minérales et la beauté de son paysage environnant. Elle est située au cœur d'une région agricole et viticole. La zone agricole de Montagu est notamment connue pour sa production de pommes, de poires, d'abricots et de pêches. La ville est aussi entourée de formations rocheuses propices à l'escalade. 

## Géographie
Accessible par la route panoramique 62, Montagu est située au confluent des rivières Keisie et Kingna. Elle est proche de la vallée vinicole de Robertson. 

## Quartiers

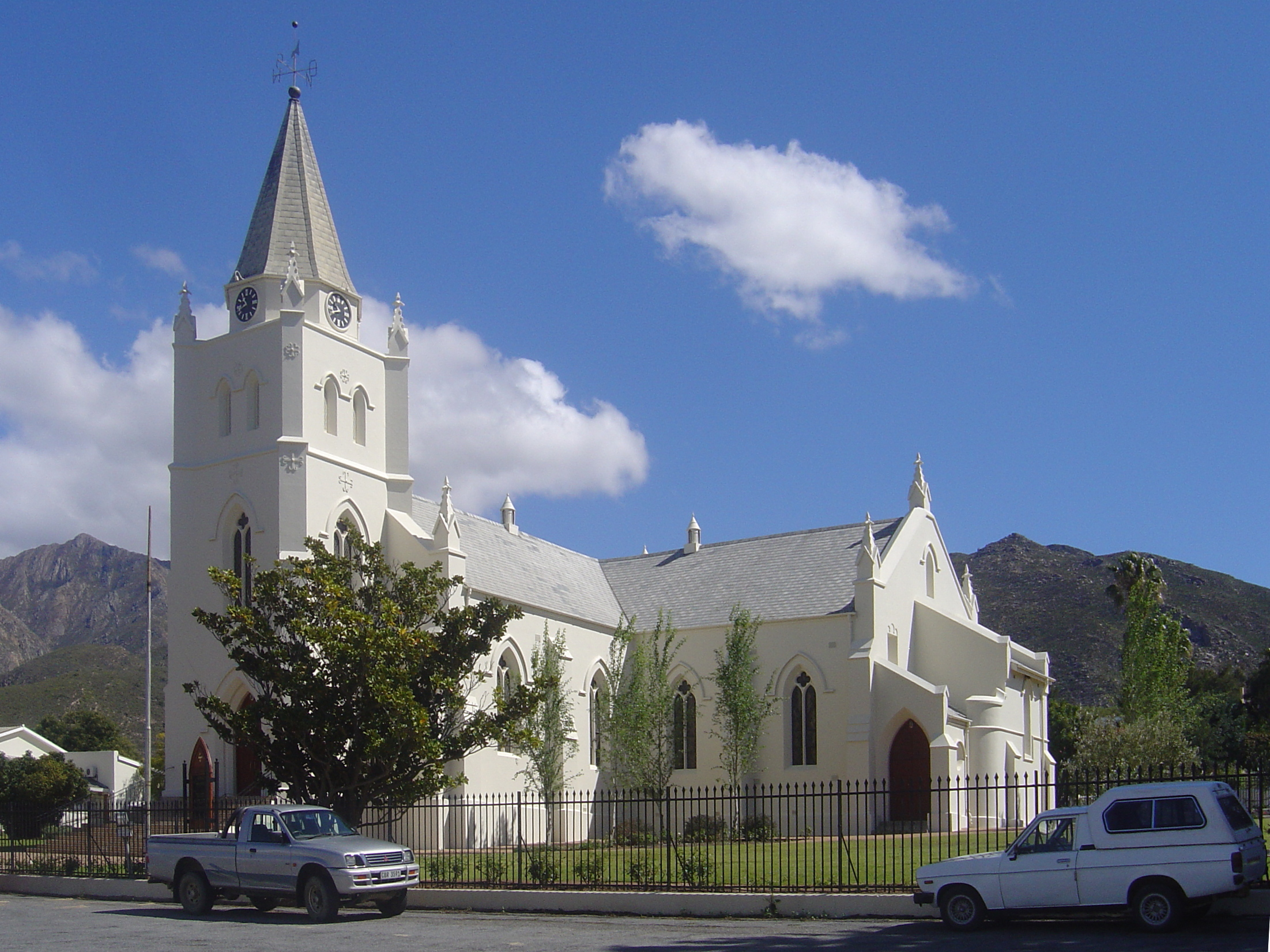
L'église réformée hollandaise de Montagu

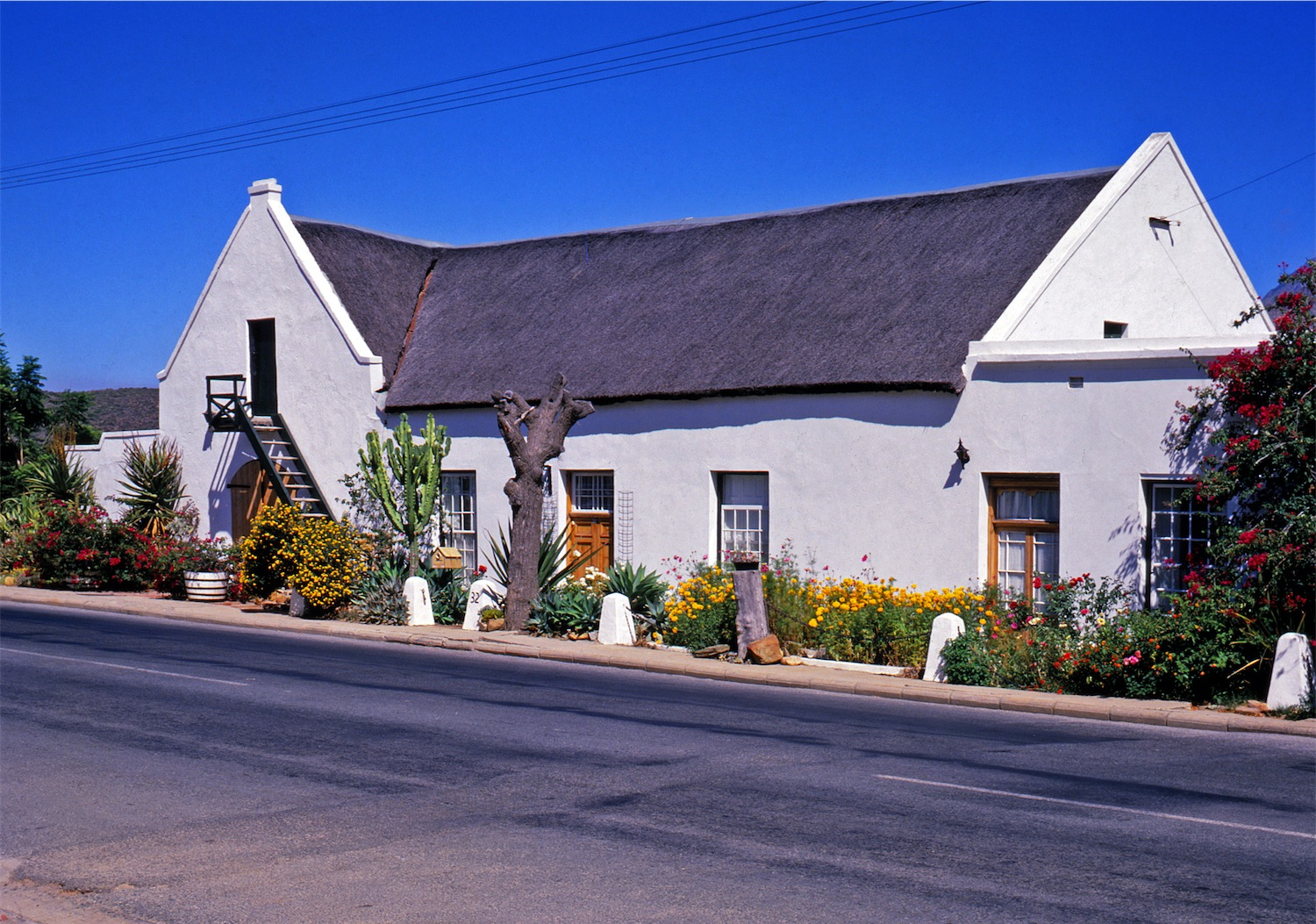
Long street

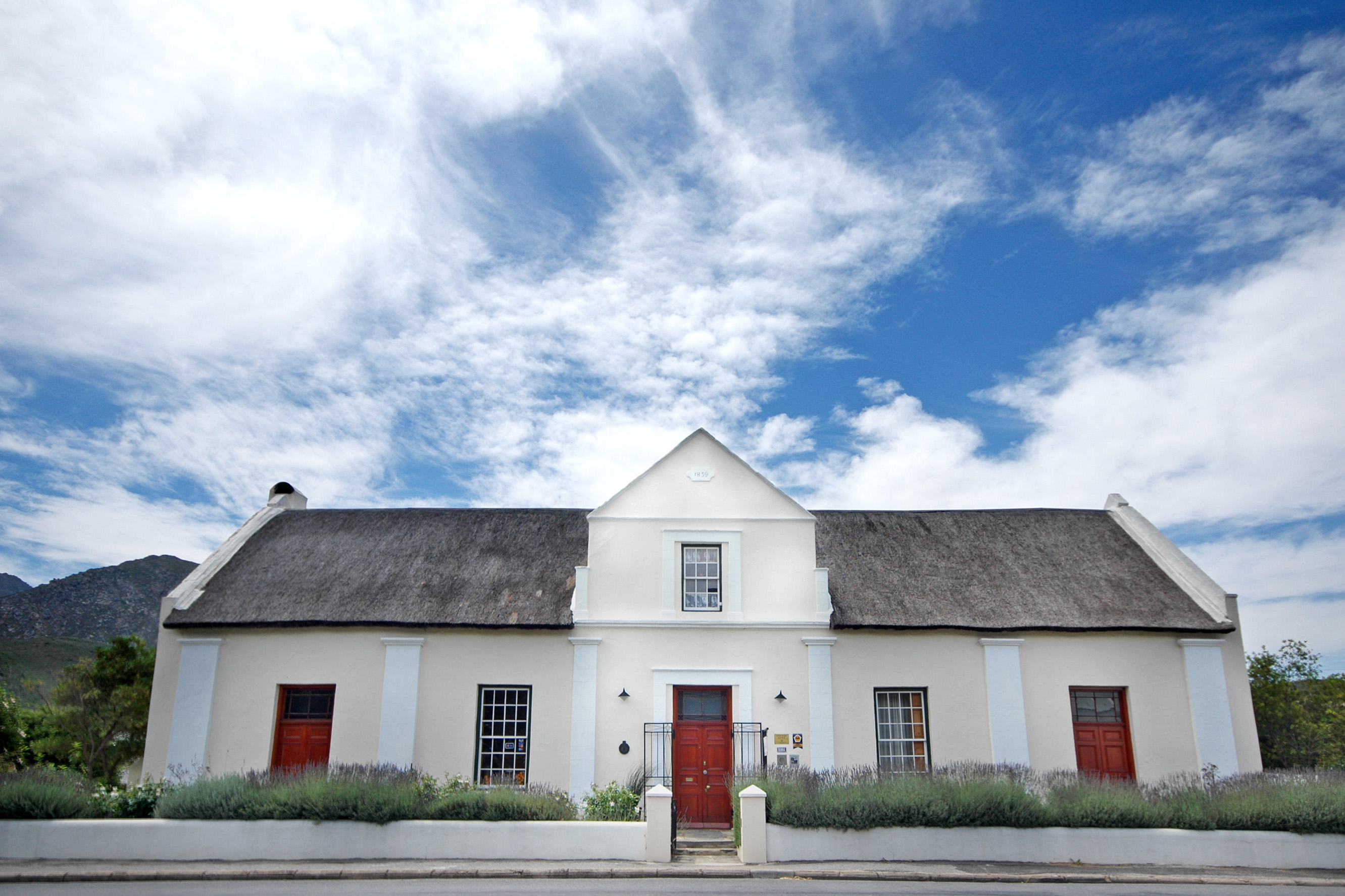
Malherbe Guesthouse (1859) sur Long street

Montagu se divise en 4 secteurs : Montagu centre, Bergsig et les townships de Ashbury et Mandela Square. 

## Démographie
Selon le recensement de 2011, Montagu compte 15 176 habitants, majoritairement coloured (75,67%). Les  blancs et les noirs représentent respectivement 16,39 % et 6,42 % des habitants. 
L'afrikaans est la langue maternelle majoritairement utilisée par la population locale (91,19%).

## Historique
Relativement isolé par le col Cogman des voies de communication entre Le Cap et l'intérieur des terres, la ferme Uitvlugt n'est établi qu'en 1841 et ne prend le nom de Montagu qu'en 1852 en hommage à John Montagu, secrétaire colonial du Cap .
En 1855, la première école est ouverte et deux ans plus tard, débute la construction d'une église.
En 1873, les premiers bains dans les sources d'eau chaude se popularisent. 
En 1877, l'ingénieur Thomas Bain désenclave Montagu en lançant les travaux de construction d'une nouvelle route et d'un tunnel traversant le col Cogman. En 1895, la ville devient une municipalité.
De 1906 à 1912, Daniel François Malan, futur premier ministre, est le chef et prédicateur de l'église réformée hollandaise du district de Montagu.
En 1936, la ville obtient le statut de station thermale. Montagu attire alors les vacanciers et la bourgeoisie aisée qui y construisent plusieurs maisons de vacances. 
En 1950, Montagu accueille le premier festival du vin d'Afrique du Sud. 

## Administration
Depuis 2000, Montagu est une commune de la municipalité locale de Breede River/Winelands (rebaptisée Langeberg en 2009) au sein du district municipal de Cape Winelands. 